# Liste des maires de Cucq
Cet article liste les maires qui se sont succédé à Cucq, commune française, située dans le département du Pas-de-Calais et la région Hauts-de-France.

Le blason de Cucq.

## Liste des maires
| Période      | Période                    | Identité                        | Étiquette | Qualité |
| ------------ | -------------------------- | ------------------------------- | --------- | --- |
| 1793         |                            | Jacques Dautreaux               |           | membre du conseil général de la commune de Cucq nommé par délibération du 1er janvier 1793 |
| 1801         | 1832                       | François Godin                  |           | |
| 1833         | 1837                       | Jacques Dautreaux               |           | |
| 1838         | 1855                       | Jean Baptiste Godin             |           | Cultivateur |
| 1855         | 1865                       | Alphonse Daloz                  |           | Notaire Créateur de Paris-Plage |
| 1865         | 1870                       | François Florent Guilbert       |           | Cultivateur |
| 1871         | mai 1874                   | Louis François Godin            |           | Agriculteur |
| mai 1874     | 1892                       | François Florent Guilbert       |           | Cultivateur |
| mai 1892     | mai 1908                   | Louis François Godin            |           | Conseiller général |
| mai 1908     | 19 mai 1912                | Fernand Recoussine              |           | Directeur d'hôtel et directeur de la société des grands hôtels. Démissionne à la suite de la création de la commune du Touquet-Paris-Plage, ancien hameau de Cucq, dont il devient le premier maire. |
| 1912         | 1925                       | Évariste Alfred Louis Dusannier |           | |
| 1925         | 1939                       | Paul Lemaître                   |           | |
| 1939         | 1941                       | Camille Poiret                  |           | |
| 1941         | 1944                       | Lucien Girard                   |           | |
| janvier 1945 | mars 1965                  | Émile Grevet                    |           | Employé SNCF |
| mars 1965    | mars 1971                  | Jean Levisse                    |           | |
| mars 1971    | 1973                       | Albert Sandras                  |           | Lieutenant-colonel en retraite |
| 1973         | mars 1977                  | Henri Deleplace                 |           | |
| mars 1977    | 11 mars 1983               | Fernand Delenclos               |           | |
| 11 mars 1983 | En cours (au 25 juin 2020) | Walter Kahn                     | DVD       | Médecin 3e vice-président de la communauté de communes mer et terres d'Opale qui devient, en 2017, la communauté d'agglomération des Deux Baies en Montreuillois.                                    |

## Pour approfondir